# Epicauta hirsutipubescens
Epicauta hirsutipubescens är en skalbaggsart som först beskrevs av Maydell 1934.  Epicauta hirsutipubescens ingår i släktet Epicauta och familjen oljebaggar. Inga underarter finns listade i Catalogue of Life.